# Cestrum
Genre
Cestrum est un genre de plantes de la famille des Solanaceae.
Le Jasmin de nuit fait partie de ce genre : Cestrum nocturnum. 

## Liste d'espèces
Selon NCBI (24 mars 2012) :
- Cestrum acutifolium
- Cestrum aurantiacum
  - Cestrum aurantiacum var. macrocalyx
- Cestrum aurantiacum × Cestrum parqui
- Cestrum chiriquianum
- Cestrum dasyanthum
- Cestrum diurnum
- Cestrum elegans
- Cestrum endlicheri
- Cestrum fasciculatum
- Cestrum fragile
- Cestrum fulvescens
- Cestrum glanduliferum
- Cestrum guatemalense
- Cestrum inclusum
- Cestrum irazuense
- Cestrum laxum
- Cestrum luteovirescens
- Cestrum macrophyllum
- Cestrum megalophyllum
- Cestrum milciomejiae
- Cestrum miradorense
- Cestrum mortonianum
- Cestrum nocturnum
- Cestrum oblongifolium
- Cestrum pacayense
- Cestrum parqui
- Cestrum pittieri
- Cestrum poasanum
- Cestrum psittacinum
- Cestrum regelii
- Cestrum rigidum
- Cestrum roseum
- Cestrum sphaerocarpum
- Cestrum strigilatum
- Cestrum thyrsoideum
- Cestrum tomentosum
- Cestrum tuerckheimii
- Cestrum violaceum
- Cestrum virgaurea

Selon ITIS (24 mars 2012) :
- Cestrum alternifolium (Jacq.) O.E. Schulz
- Cestrum aurantiacum Lindl.
- Cestrum daphnoides Griseb.
- Cestrum diurnum L.
- Cestrum elegans (Brongn. ex Neumann) Schltdl.
- Cestrum fasciculatum (Schltdl.) Miers
- Cestrum laurifolium L'Hér.
- Cestrum nocturnum L.
- Cestrum parqui L'Hér.
- Cestrum salicifolium Jacq.

Selon Catalogue of Life (24 mars 2012) :
- Cestrum alternifolium
- Cestrum aurantiacum
- Cestrum daphnoides
- Cestrum diurnum
- Cestrum fasciculatum
- Cestrum laurifolium
- Cestrum nocturnum
- Cestrum parqui
- Cestrum salicifolium